# Free Man
Free Man er Jørgen Thorups første album, som udkom på CD i 2004.

## Spor
1. "The Reason" – 3:44
2. "Rescue Me" – 4:09
3. "Conquer My Heart" – 3:43
4. "Circus of Love" – 4:41
5. "Rich Girl" – 3:26
6. "That's the Way" – 3:28
7. "Killing Time" – 4:25
8. "So Deep in Love" – 2:54
9. "I Don't Wanna Kiss You" – 3:59
10. "Free Man" – 4:30
11. "World's Best Lovesong" – 4:27
12. "Won't Go There No More" – 4:35